# Château de Saint-Hilaire des Noyers
Le château de Saint-Hilaire des Noyers est implanté dans l'ancienne commune de Saint-Hilaire-des-Noyers, qui fut intégrée à la commune de Corubert en 1812, puis en 1959 à nouveau intégrée à la commune de Colonard-Corubert, elle-même devenue commune déléguée depuis 2016 de la commune nouvelle de Perche en Nocé.

## Localisation
Situé au sud-est de Corubert, dans le lieu-dit de Saint-Hilaire des Noyers, le château est proche du croisement de la D627 et de la D9.

## Histoire
Cet édifice a profondément évolué au fil des siècles. La partie la plus ancienne du château date du XVe siècle[réf. souhaitée]. Au début du XVIIe siècle, une nouvelle demeure est reconstruite, composé d’un corps de logis long flanqué de deux pavillons carrés à toits pyramidaux (au cours du XIXe siècle, une partie du pavillon central de ce corps de logis est détruite, coupant en deux cette partie appelée le «vieux château»). Vers la fin du XVIIIe siècle, un autre bâtiment rectangulaire, avec tour (la « nouvelle » tour) est adjoint à l’édifice, côté est. Un pavillon est ajouté à l'est en 1837, qui est surélevé d'un troisième étage au début du XXe siècle.

## Propriétaires successifs
- 1494-1550 : 1. René de Chasteaubriant et Hélène d'Estouteville 2. Madeleine de Chasteaubriant et Jean-François I de la Noüe[2]
- 1550-1579 : 1. Pierre II d'Yèbles et Anne de Tonnerre 2. Pierre III d'Yèbles et Françoise de Barville[2]
- 1579-1596 : 1. Lancelot de Rosny et Marie de Radray 2. Félice de Rosny et Louis de Billy[2]
- 1596-1622 : 1. Françoise de Billy et Théodore des Ligneris 2. Albert des Ligneris 3. Jeanne des Ligneris et François de Fontenay[2]
- 1622-1689 : 1. Louis Petigras de la Guérinière et Jeanne Brisard 2. Estienne de la Guérinière et Anne Poncet[2]
- 1689-1772 : 1. Jeanne de la Guérinière et Alexandre de Chaumont 2. Alexandre Charles de Chaumont[2].
- 1772-1823 : 1. Jeanne Billard de Lorière et Antoine Dupré de Saint Maur 2. Agathe Dupré de Saint Maur et Jean de Ménardeau[2]
- 1823-1873 : 1. François Thomas des Chesnes et Jacqueline Espérance Eugénie Veillet 2. Marie Hermine des Chesnes et Théobald Charles Marie Roger de Villers 3. George Alexandre Marie Roger de Villers et Elisabeth Meurinne[2]
- 1873-1943 : 1. Octave Tournoüer, un des descendants de Jacques-Simon Tournouër, et Cécile Le Tavernier 2. Henri Tournoüer et Thérèse Voisin[2],[3]
- 1943-1962 : Famille d'Aboville & de Cahouët[2]
- 1962-1999 : Famille Raudnitz [2]
- 1999-... : Famille Braquet[2],[4]